# Petr Papoušek (předseda FŽO)
Petr Papoušek (* 1977, Olomouc) je předseda Federace židovských obcí. Ve funkci se chce soustředit na církevní restituce, opravu památek a budoucnost židovské komunity. Papoušek je rovněž předsedou Židovské obce Olomouc.
Petr Papoušek vystudoval Vysokou školu báňskou – ekonomickou fakultu v oboru makroekonomie. Během vysokoškolských studií strávil rok na Hebrejské univerzitě v Jeruzalémě, později byl rok v Evropském institutu pro židovská studia ve Stockholmu. Od roku 2004 pracuje v Židovské obci Olomouc a působí ve vedení Federace židovských obcí, kterou zastupuje v řadě mezinárodních židovských organizací.
Předsedou FŽO se Papoušek stal v prosinci 2012, kdy vystřídal Jiřího Daníčka, a znovu byl do funkce zvolen v prosinci 2016.